# El Bordo, Colombia
El Bordo är en ort i Colombia.   Den ligger i departementet Cauca, i den sydvästra delen av landet, 400 km sydväst om huvudstaden Bogotá. El Bordo ligger 990 meter över havet och antalet invånare är 12 072.
Terrängen runt El Bordo är kuperad, och sluttar västerut. Runt El Bordo är det ganska tätbefolkat, med 67 invånare per kvadratkilometer. Närmaste större samhälle är Patía, 9,5 km sydväst om El Bordo. Omgivningarna runt El Bordo är huvudsakligen savann.